# شتروبک
شتروبک (به آلمانی: Schachdorf Ströbeck) یک منطقهٔ مسکونی در آلمان است که در هالبراشتات واقع شده‌است. شتروبک ۱٬۱۴۹ نفر جمعیت دارد.